# 吉田健三

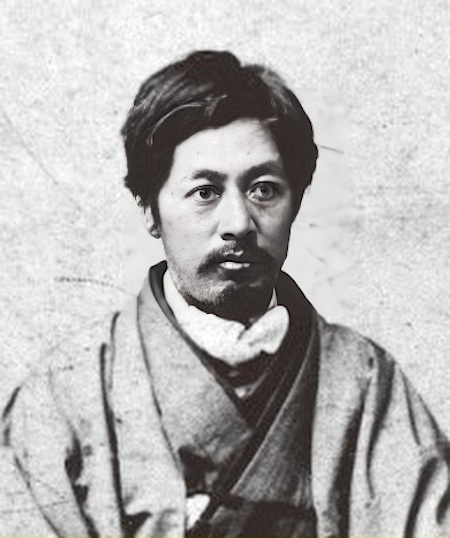
吉田健三

吉田 健三（よしだ けんぞう、嘉永2年（1849年） - 明治22年（1889年）12月1日）は、日本の江戸時代後期の武士（福井藩士）、明治期の実業家。
昭和期の内閣総理大臣・吉田茂は養子、英文学者・吉田健一は養孫に当たる。

## 来歴・人物
1849年、越前福井藩士・渡辺謙七の長男として誕生する。のち、絶家していた渡辺家の一門・吉田家を再興した。1864年に脱藩して大坂で医学を、次いで長崎で英学を学んだ。1866年にはイギリス軍艦でイギリスへ密航し、2年間、同国に滞在して西洋の新知識を習得した。
1868年に帰国。一時新潟に居住するが、のち横浜に移って英国商社・ジャーディン・マセソン商会横浜支店（英一番館）の支店長に就任し、日本政府を相手に軍艦や武器、生糸の売買でめざましい業績をあげる。3年後には同社を退いて起業し、慰労金1万円を元手に様々な事業を展開する。英学塾を皮切りに、翌1872年には東京日日新聞の経営に参画。さらには醤油の醸造業や電灯会社の設立、ビールやトタン、フランネルの輸入など、実業家としての頭角を顕して横浜有数の富豪に成長した。
自由民権運動の高まりを見せていた当時、健三は自由民権・国会開設派の牙城であった東京日日新聞の経営参画を通じ、板垣退助や後藤象二郎、竹内綱ら、自由党の面々と誼を通じて同党を経済的に支援した。特に竹内とは昵懇の関係にあり、1878年の保安条例公布によって東京を追放された際には、横浜の吉田邸に身を寄せている。1881年8月には、竹内の五男・茂を養嗣子とする。
生来心身頑強だったが、1888年の父・謙七の死去後に病を得、横浜にて急死した。享年40。墓所は久保山墓地。

## 家族
妻は、儒学者佐藤一斎の孫・士子（ことこ）。茂を養嗣子とした理由については、実子に恵まれなかった健三が竹内に対し、当時懐妊していた竹内の妾の子が男ならば、健三の養嗣子とする約束をしていたとされる。甥に三井物産の山本条太郎。

## 備考
- 健三の死後、わずか11歳の茂に50万円もの莫大な遺産が残される。茂はこれを「吉田財閥」と自嘲気味に称してはいるが、やがて遺産の大半を蕩尽してしまう。莫大な遺産を一体何に蕩尽したのか、今もって不明である。
- 横浜太田町に構えた本邸の表門は、小男であった健三の背丈にあわせて造られていた。政府高官や実業家などの訪問客が出入りしたが、低い門構えであるため、門内で待ち構えている健三に対して自ずとお辞儀をする羽目になったという。
- 茂の幼年期の回想によれば、健三は日の出前に起床するや、家族や女中らをたたき起こして毎朝大掃除をするなど、エネルギッシュな一面をもっていたという。
- 狩猟が趣味で、自ら狩猟協会を立ち上げて副会長に就任している。因みに、会長には公爵近衛篤麿を擁立している。
- 大磯における初期の別荘族として知られる。国府本郷村（現在の大磯町西小磯）の海浜沿いの広大な地所を徐々に買い増し、約1万坪もの別荘を営んでいる。戦後、「大磯」は首相となった吉田茂の代名詞となった。
- 信心深かった健三は、後年菩提寺として光明寺（神奈川県横浜市南区所在）を建立している。同寺の山号（吉上山）は健三と盟友であった上郎幸八の一字ずつと取って命名されている[2] 。

## 参照
- ジャーディン・マセソン